# Dedoplistsqaro (distrikt)
Dedoplistsqaro (georgiska: დედოფლისწყაროს მუნიციპალიტეტი, Dedoplistsqaros munitsipaliteti) är ett distrikt i Georgien. Det ligger i regionen Kachetien, i den östra delen av landet, 120 km öster om huvudstaden Tbilisi. Arean är 2 529 kvadratkilometer.